# Slipvinkel
Den fordonsdynamiska termen slipvinkel är vinkeln mellan ett rullande hjuls färdriktning och den riktning som hjulet pekar i. 
Slipvinkeln orsakar en kraft vinkelrätt mot hjulets riktning - kurvtagningens sidkraft. Denna sidkraft ökar i stort sett linjärt för slipvinkelns första grader. Vid större slipvinklar ökar sidkraften icke-linjärt till ett maximum, varefter den sjunker. 
En alternativ benämning på slipvinkel är avdriftsvinkel.

## Formel
Slipvinkeln, {\displaystyle \alpha } är definierad som 

där {\displaystyle v} är hastighet i hjulets riktning och {\displaystyle u} är glidhastighet vinkelrätt hjulets riktning.

## Orsaker
Deformation i däckets stomme och slitbana gör att slipvinkeln avviker från noll grader. När däcket roterar, orsakar friktion mellan vägytan och däckets "fotavtryck"  att avgränsade element i däckets kontaktyta står stilla i förhållande till vägen. När däcket glider en liten aning i sidled (med sliphastighet = u i sidled), medför detta att kontaktytan deformeras. I verkligheten är det tvärtom; det är däck / hjul som förskjuts från det stationära fotavtrycket. Praxis vid fordonsdynamisk analys är dock att definiera en referenspunkt (origo i koordinatsystem) i hjulets mitt. När klackarna i slitbanans mönster under hjulets rotation vandrar längs fotavtrycket, förskjuts de allt längre från hjulets mittplan. Denna deformation ger upphov till slipvinklar skilda från noll och till sidkrafter vid kurvtagning. 

## Effekter
Förhållandet mellan slipvinklarna för fram- och bakaxeln (dessa vinklar påverkas av däcken) kommer att avgöra fordonets beteende i en given turordning. Om förhållandet mellan den främre respektive bakre slipvinkeln är större än 1:1, kommer fordonet att uppvisa en tendens till understyrning, medan en kvot på mindre än 1:1 kommer att resultera i överstyrning. Fordonets verkliga slipvinklar (momentant) beror på många faktorer, inklusive vägojämnheter och körbanans tvärfall, men fordonets fjädringssystem kan utformas för att framhäva särskilda dynamiska egenskaper. Ett viktigt sätt att styra slipvinkeln är att ändra den relativa krängkopplingen (den takt som vikt överförs från det inre till det yttre hjulet vid kurvtagning) mellan fram och bak genom att variera den främre och bakre lastöverföringen. Detta kan uppnås genom att ändra krängcentrums höjd, eller genom att justera krängstyvheten, antingen genom justering av fjädringssystemet eller genom att montera en krängningshämmare. 
På grund av asymmetrier i sidoglidning utmed fotavtrycket, går sidoglidningens resulterande kraft inte genom fotavtryckets geometriska centrum. Därmed utsätts däcket för ett vridande moment.

## Mätning av slipvinkel
Det finns två huvudsakliga sätt att mäta ett däcks uppträdande vid olika slipvinklar; endera på ett fordon som rör på sig, eller med hjälp av en särskild provanordning. 
Det finns ett antal mätutrustningar som kan användas för att mäta slipvinklar hos fordon som rör sig. De kan bygga på optiska metoder, teknik utvecklad för tröghetsnavigering, GPS eller en kombination av dessa tekniker. Exempel på enheter som kan användas för att mäta slipvinkel är V-BOX från Racelogic (ett GPS-system med dubbla antenner), Corrsys Datron (använder en tvåkanals optisk sensor) samt RT-serien från Oxford Technical Solutions (kombinerar tröghets- och GPS-teknik). 
Olika testmaskiner har utvecklats för att mäta slipvinklar under kontrollerade förhållanden. En maskin för test av motorcykeldäck finns placerad vid Universitetet i Padua. Maskinen använder en skiva med 3 meters diameter för att rotera ett däck som monterats med fasta styr- och cambervinklar upp till 54 grader. Sensorer mäter de krafter och moment som uppstår, och en korrigering görs för "körspårets" krökning. Andra testmaskiner använder insidan eller utsidan av roterande trummor, glidande plankor, transportband, eller en släpvagn som pressar testdäcket mot en verklig vägbana. 

## Fotnoter
1. ↑  Pacejka, Hans B. Tire and Vehicle Dynamics (2nd). Society of Automotive Engineers. sid. 3. ISBN 0 7680 1702 5
2. ↑  ”SUV-däcks väggrepp på is, VTI notat 58 2005”. Arkiverad från originalet den 30 augusti 2010. https://web.archive.org/web/20100830063506/http://www.vti.se/EPiBrowser/Publikationer/N58-2005.pdf. Läst 28 juni 2010.
3. ↑  Cossalter, Vittore (2006). Motorcycle Dynamics (Second ed.). Lulu.com. pp. 47,111. ISBN 978-1-4303-0861-4